# Лилий, Алоизий
Алоизий Лилий (лат. Aloysius Lilius), а также Луиджи Лилио (итал. Luigi Lilio), Луиджи Джильо (итал. Luigi Giglio), Алуизе Балтазар Лилио (итал. Aluise Baldassar Lilio) (ок. 1510 — 1576) — итальянский врач, астроном, философ и хронолог, а также автор предложений, которые легли в основу календарной реформы 1582 года.
В программировании в его честь названа Лилиева дата, являющаяся количеством дней от принятия григорианского календаря (15 октября 1582 года).

## Биография

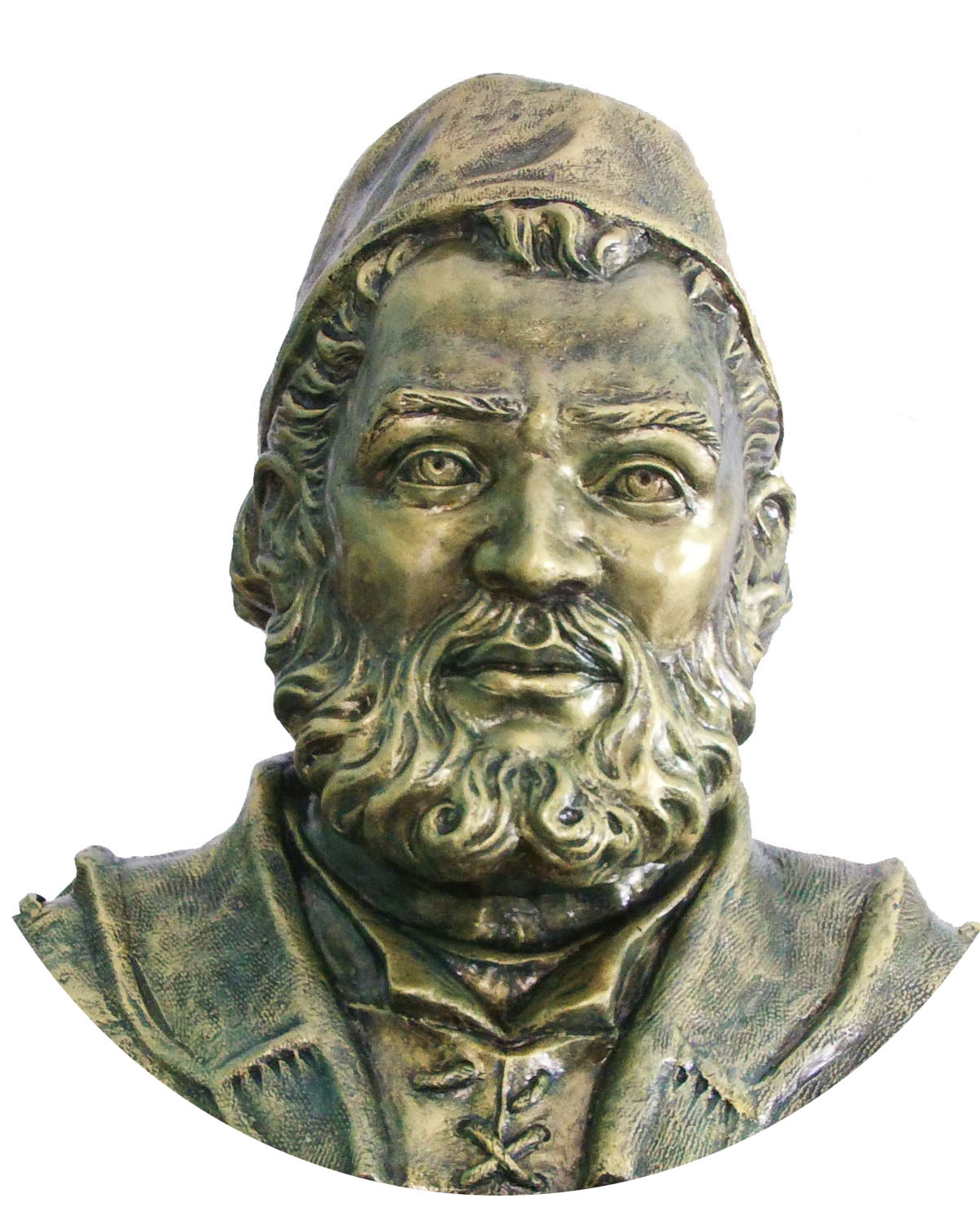
Бюст Алоизия Лилия

Алоизий Лилио родился в Чиро (Калабрия, Италия). Он изучал медицину и астрономию в Неаполе, после этого служил у графа Карафа. Он поселился в Вероне, а умер в 1576 году, вероятно, в Риме.
Лилий известен как автор григорианского календаря. Он написал предложение, на основании которого была проведена реформа календаря. Хотя он был ещё жив в момент, когда предложение было представлено в Риме, представлял проект не он, а его брат Антонио, также врач и астроном.

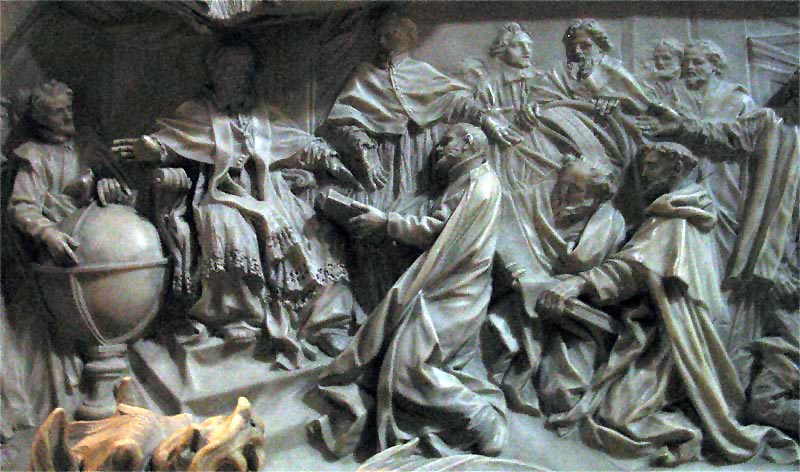
Введение григорианского календаря. Антоний Лилий на коленях представляет папе Григорию XIII проект календаря. Барельеф на могиле папы Григория XIII в Соборе Святого Петра в Риме

Брат Луиджи Антонио представил рукопись папе Григорию XIII, и она была передана в комиссию по реформе календаря в 1575 году. Комиссия опубликовала проект Compendiuem novae rationis restituendi kalendarium («Руководство по восстановлению календаря») в 1577 году и распространила его в католическом мире в начале 1578 года как консультативный документ. О рукописи Лилия ничего не известно, напечатанный «Сборник» является единственным известным источником проекта.
Процесс консультаций и обсуждений реформы календаря продолжался до 1582 года, шесть лет после смерти Лилия. В проекте за это время произошли некоторые изменения, с учётом мнения членов Комиссии по реформе, в которой одним из ведущих членов был Христофор Клавий. Клавий высоко оценил вклад Лилия в реформу календаря, особенно для его предоставление полезной реформы лунного цикла: «Мы многим обязаны Алоизию Лилию, который рассчитал лунные циклы, которые включены в календарь, всегда показывают новую луну и поэтому могут быть легко адаптированы к любой продолжительности года». Эта работа Лилия Peritis mathematicis хранится в итальянской Национальной библиотеке во Флоренции. Работа содержит ссылку на автора: ab Aloisio Lilio co(n)scriptus (по Алоизию Лилию написано).
Папская булла Inter gravissimas была издана 24 февраля 1582 года. Кроме пунктов, относящихся к реформированию календаря, она включала обращение к гражданским властям об изменении календаря, так как изменение календаря имеет юридическую силу только после принятия его гражданскими властями в каждой стране.

## Память
В 1935 году Международный астрономический союз присвоил имя Алоизия Лилия кратеру на видимой стороне Луны.
В 2006 году Международный астрономический союз присвоил имя Алоизия Лилия ещё 21 кратеру на Луне.